# لیگ قهرمانان اروپا ۰۱–۲۰۰۰
لیگ قهرمانان اروپا ۲۰۰۱–۲۰۰۰، چهل و ششمین فصل لیگ قهرمانان اروپا و نهمین دوره از زمان تغییر نام آن از «جام باشگاه‌های قهرمان اروپا» یا «جام اروپا» بود. قهرمانی این فصل توسط بایرن مونیخ (اولین عنوان از سال ۱۹۷۶) به دست آمد که پس از تساوی ۱-۱ پس از وقت اضافه، والنسیا را ۵–۴ در ضربات پنالتی شکست داد. این اولین قهرمانی آنها در لیگ قهرمانان اروپا و چهارمین قهرمانی آنها در اروپا بود. این دومین شکست متوالی والنسیا در فینال بود که در فصل قبل به رئال مادرید باخت. در مرحله حذفی، بایرن دو قهرمان سابق لیگ قهرمانان اروپا، منچستر یونایتد و رئال مادرید را حذف کرد و در هر چهار بازی پیروز شد. در همین حال، والنسیا در مرحله حذفی تیم‌های انگلیسی آرسنال و لیدز یونایتد را شکست داد و راهی فینال شد.
فینال فصل ۲۰۰۱ شاهد رقابت فینالیست‌های بازنده دو فصل قبل بود، بایرن مونیخ در فینال ۱۹۹۹ مغلوب منچستریونایتد شد و والنسیا در فینال ۲۰۰۰ به رئال مادرید باخت.
رئال مادرید مدافع عنوان قهرمانی بود، اما در مرحله نیمه‌نهایی توسط بایرن مونیخ قهرمان، حذف شد.

## سهمیه‌بندی کشورهای عضو اتحادیه
در مجموع ۷۲ تیم از ۴۸ اتحادیه از ۵۱ اتحادیه یوفا در لیگ قهرمانان اروپا ۰۱–۲۰۰۰ شرکت کردند، لیختن‌اشتاین (که لیگ داخلی ندارد) و همچنین آندورا و سن مارینو پذیرفته نشدند.
در زیر طرح مقدماتی لیگ قهرمانان اروپا ۰۱–۲۰۰۰ آمده است:
- رتبه‌های ۳–۱ هریک ۴ تیم سهمیه خواهند داشت.

- رتبه‌های ۶–۴ هریک ۳ تیم سهمیه خواهند داشت.

- رتبه‌های ۱۵–۷ هریک ۲ تیم سهمیه خواهند داشت.

- رتبه‌های ۴۹–۱۶ هریک ۱ تیم سهمیه خواهند داشت (به جز لیختن‌اشتاین).

### رتبه‌بندی اتحادیه
کشورها با توجه به ضریب یوفا در سال ۱۹۹۹ که عملکرد آنها در رقابت‌های اروپایی از فصل ۹۵–۱۹۹۴ تا ۹۹–۱۹۹۸ را در نظر می‌گیرد، مکان‌ها را به خود اختصاص می‌دهند.
| رتبه | اتحادیه   | ضریب   | تیم‌ها |
| ---- | --------- | ------ | ----- |
| ۱    | ایتالیا   | ۵۷.۲۱۲ | ۴     |
| ۲    | اسپانیا   | ۴۹.۶۲۸ | ۴     |
| ۳    | آلمان     | ۴۵.۴۹۸ | ۴     |
| ۴    | فرانسه    | ۴۱.۴۴۲ | ۳     |
| ۵    | هلند      | ۳۷.۸۱۶ | ۳     |
| ۶    | انگلستان  | ۳۴.۲۸۸ | ۳     |
| ۷    | روسیه     | ۲۷.۸۲۵ | ۲     |
| ۸    | یونان     | ۲۶.۹۵۰ | ۲     |
| ۹    | پرتغال    | ۲۴.۷۱۶ | ۲     |
| ۱۰   | جمهوری چک | ۲۳.۶۲۴ | ۲     |
| ۱۱   | اتریش     | ۲۲.۳۷۵ | ۲     |
| ۱۲   | دانمارک   | ۲۱.۰۵۰ | ۲     |
| ۱۳   | کرواسی    | ۲۰.۳۷۴ | ۲     |
| ۱۴   | ترکیه     | ۲۰.۳۵۰ | ۲     |
| ۱۵   | اوکراین   | ۲۰.۲۹۱ | ۲     |
| ۱۶   | سوئیس     | ۲۰.۰۰۰ | ۱     |
| ۱۷   | نروژ      | ۱۹.۷۳۳ | ۱     |

| رتبه | اتحادیه             | ضریب   | تیم‌ها |
| ---- | ------------------- | ------ | ----- |
| ۱۸   | بلژیک               | ۱۹.۶۰۰ | ۱     |
| ۱۹   | سوئد                | ۱۷.۳۲۵ | ۱     |
| ۲۰   | لهستان              | ۱۷.۲۵۰ | ۱     |
| ۲۱   | اسکاتلند            | ۱۶.۶۲۵ | ۱     |
| ۲۲   | رومانی              | ۱۶.۲۰۰ | ۱     |
| ۲۳   | مجارستان            | ۱۵.۶۶۶ | ۱     |
| ۲۴   | اسلواکی             | ۱۴.۳۳۲ | ۱     |
| ۲۵   | قبرس                | ۱۲.۶۶۵ | ۱     |
| ۲۶   | گرجستان             | ۱۲.۱۶۶ | ۱     |
| ۲۷   | اسرائیل             | ۱۱.۵۴۱ | ۱     |
| ۲۸   | اسلوونی             | ۱۰.۸۳۱ | ۱     |
| ۲۹   | بلاروس              | ۹.۰۸۳  | ۱     |
| ۳۰   | فنلاند              | ۹.۰۴۱  | ۱     |
| ۳۱   | صربستان و مونته‌نگرو | ۸.۲۴۹  | ۱     |
| ۳۲   | بلغارستان           | ۷.۵۸۲  | ۱     |
| ۳۳   | لتونی               | ۶.۵۸۲  | ۱     |
| ۳۴   | ایسلند              | ۶.۳۳۲  | ۱     |

| رتبه | اتحادیه          | ضریب  | تیم‌ها |
| ---- | ---------------- | ----- | ----- |
| ۳۵   | مقدونیه          | ۴.۹۱۵ | ۱     |
| ۳۶   | لیتوانی          | ۴.۸۳۲ | ۱     |
| ۳۷   | مولداوی          | ۴.۳۳۳ | ۱     |
| ۳۸   | استونی           | ۲.۵۸۲ | ۱     |
| ۳۹   | ارمنستان         | ۲.۴۱۶ | ۱     |
| ۴۰   | ایرلند شمالی     | ۱.۹۹۸ | ۱     |
| ۴۱   | جمهوری ایرلند    | ۱.۸۳۲ | ۱     |
| ۴۲   | ولز              | ۱.۸۳۲ | ۱     |
| ۴۳   | مالت             | ۱.۴۹۸ | ۱     |
| ۴۴   | جزایر فارو       | ۱.۲۴۹ | ۱     |
| ۴۵   | آلبانی           | ۱.۱۶۶ | ۱     |
| ۴۶   | لوکزامبورگ       | ۱.۱۶۶ | ۱     |
| ۴۷   | لیختن‌اشتاین      | ۱.۰۰۰ | ۰     |
| ۴۸   | جمهوری آذربایجان | ۰.۹۱۶ | ۱     |
| ۴۹   | بوسنی و هرزگوین  | ۰.۵۰۰ | ۱     |
| ۵۰   | آندورا           | ۰.۰۰۰ | ۰     |

### توزیع تیم‌ها
رئال مادرید مدافع عنوان قهرمانی، در لیگ داخلی پنجم شد. در نتیجه، تیم رئال زاراگوزا در رده چهارم لالیگا به لیگ اروپا تنزل یافت و جایگاه آنها در مرحله سوم مقدماتی لیگ قهرمانان خالی شد. تغییرات زیر در لیست دسترسی پیش فرض ایجاد شد:
- قهرمانان اتحادیه شانزدهم (سوئیس) از دور دوم مقدماتی به مرحله سوم مقدماتی صعود کردند.

- قهرمانان اتحادیه‌های بیست و هفتم و بیست و هشتم (اسرائیل و اسلوونی) از دور اول مقدماتی به مرحله دوم مقدماتی صعود کردند.

|                          |                          | تیم‌هایی که در این دور وارد می‌شوند | تیم‌های راه‌یافته از دور قبل                                                 |
| ------------------------ | ------------------------ | --- | -------------------------------------------------------------------------- |
| دور اول مقدماتی (۲۰ تیم) | دور اول مقدماتی (۲۰ تیم) | - ۲۰ قهرمان از اتحادیه‌های ۲۹–۴۹ (به جز لیختن‌اشتاین)                                                                                           |                                                                            |
| دور دوم مقدماتی (۲۸ تیم) | دور دوم مقدماتی (۲۸ تیم) | - ۱۲ قهرمان از اتحادیه‌های ۱۷-۲۸ - ۶ نایب‌قهرمان از اتحادیه‌های ۱۰-۱۵                                                                            | - ۱۰ برنده از دور اول مقدماتی                                              |
| دور سوم مقدماتی (۳۲ تیم) | دور سوم مقدماتی (۳۲ تیم) | - ۷ قهرمان از اتحادیه‌های ۱۰-۱۶ - ۳ نایب‌قهرمان از اتحادیه‌های ۷-۹ - 6 تیم سوم از اتحادیه‌های ۱-۶ - ۲ تیم چهارم از اتحادیه‌های ۱-۳ (به جز اسپانیا) | - ۱۴ برنده از دور دوم مقدماتی                                              |
| مرحله گروهی (۳۲ تیم)     | مرحله گروهی (۳۲ تیم)     | - ۱ مدافع عنوان قهرمانی لیگ قهرمانان (رئال مادرید) - ۱۰ قهرمان از اتحادیه‌های ۱-۹ - ۶ نایب‌قهرمان از اتحادیه‌های ۱-۶                             | - ۱۶ برنده از دور سوم مقدماتی                                              |
| مرحله دوم گروهی (۱۶ تیم) | مرحله دوم گروهی (۱۶ تیم) | | - ۸ برنده گروهی از مرحله گروهی اول - 8 نایب‌قهرمان گروهی از مرحله گروهی اول |
| مرحله حذفی (۸ تیم)       | مرحله حذفی (۸ تیم)       | | - ۴ برنده گروهی از مرحله گروهی دوم - ۴ نایب‌قهرمان گروهی از مرحله گروهی دوم |

## شرکت‌کنندگان
نتایج لیگ داخلی فصل قبل در پرانتز نشان داده شده است (TH: مدافع عنوان قهرمانی لیگ قهرمانان).
| مرحله گروهی             | مرحله گروهی             | مرحله گروهی            | مرحله گروهی          |
| ----------------------- | ----------------------- | ---------------------- | -------------------- |
| لاتزیو (اول)            | بایرن مونیخ (اول)       | پی‌اس‌وی آیندهوون (اول)  | اسپارتاک مسکو (اول)  |
| یوونتوس (دوم)           | بایر لورکوزن (دوم)      | هیرنفین (دوم)          | المپیاکوس (اول)      |
| دپورتیوو لاکرونیا (اول) | موناکو (اول)            | منچستر یونایتد (اول)   | اسپورتینگ (اول)      |
| بارسلونا (دوم)          | پاریس سن-ژرمن (دوم)     | آرسنال (دوم)           | رئال مادرید (پنجم)TH |
| دور سوم مقدماتی         |                         |                        |                      |
| آ.ث. میلان (سوم)        | لیون (سوم)              | پورتو (دوم)            | دینامو زاگرب (اول)   |
| اینتر میلان (چهارم)     | فاینورد (سوم)           | اسپارتا پراگ (اول)     | گالاتاسرای (اول)     |
| والنسیا (سوم)           | لیدز یونایتد (سوم)      | تیرول اینسبروک (اول)   | دینامو کی‌یف (اول)    |
| هامبورگ (سوم)           | لوکوموتیو مسکو (دوم)    | هرفولی بولدکلوب (اول)  | سنت گالن (اول)       |
| مونیخ ۱۸۶۰ (چهارم)      | پاناتینایکوس (دوم)      |                        |                      |
| دور دوم مقدماتی         |                         |                        |                      |
| اسلاویا پراگ (دوم)      | شاختار دونتسک (دوم)     | رنجرز (اول)            | آنورتوسیس (اول)      |
| اشتورم گراتس (دوم)      | روزنبورگ (اول)          | دینامو بخارست (اول)    | تورپدو کوتیسی (اول)  |
| بروندبی (دوم)           | اندرلخت (اول)           | دونااوی‌واروش (اول)     | هاپوئل تل آویو (اول) |
| هایدوک اسپلیت (دوم)     | هلسینگبورگس (اول)       | اینتر براتیسلاوا (اول) | ماریبور (اول)        |
| بشیکتاش (دوم)           | پولونیا ورشو (اول)      |                        |                      |
| دور اول مقدماتی         |                         |                        |                      |
| باته بوریسف (اول)       | ریکیاویک (اول)          | شیراک (اول)            | کلاکسویک (اول)       |
| هاکا (اول)              | اسلوگا یوگوماگنات (اول) | لینفیلد (اول)          | تیرانا (اول)         |
| ستاره سرخ بلگراد (اول)  | کاوناس (اول)            | شلبورن (اول)           | اف۹۱ دودلانژ (اول)   |
| لفسکی صوفیه (اول)       | زیمبرو کیشیناو (اول)    | نیو سنتس (اول)         | شامکیر (اول)         |
| اسکونتو (اول)           | لوادیا تالین (اول)      | بیرکیرکارا (اول)       | بروتنیو (اول)        |

## تاریخ بازی‌ها و قرعه‌کشی
برنامه مسابقات به شرح زیر است (همه قرعه‌کشی‌ها در ژنو، سوئیس انجام شد).
| مرحله           | دور             | تاریخ قرعه کشی       | بازی رفت                     | بازی برگشت                   |
| --------------- | --------------- | -------------------- | ---------------------------- | ---------------------------- |
| مقدماتی         | دور اول مقدماتی | ۲۳ ژوئن ۲۰۰۰         | ۱۲ ژوئیه ۲۰۰۰                | ۱۹ ژوئیه ۲۰۰۰                |
| مقدماتی         | دور دوم مقدماتی | ۲۳ ژوئن ۲۰۰۰         | ۲۶ ژوئیه ۲۰۰۰                | ۲ اوت ۲۰۰۰                   |
| مقدماتی         | دور سوم مقدماتی | ۲۱ ژوئیه ۲۰۰۰ (نیون) | ۸–۹ اوت ۲۰۰۰                 | ۲۲–۲۳ اوت ۲۰۰۰               |
| مرحله اول گروهی | هفته ۱          | ۲۵ اوت ۲۰۰۰ (موناکو) | ۱۲–۱۳ سپتامبر ۲۰۰۰           | ۱۲–۱۳ سپتامبر ۲۰۰۰           |
| مرحله اول گروهی | هفته ۲          | ۲۵ اوت ۲۰۰۰ (موناکو) | ۱۹–۲۰ سپتامبر ۲۰۰۰           | ۱۹–۲۰ سپتامبر ۲۰۰۰           |
| مرحله اول گروهی | هفته ۳          | ۲۵ اوت ۲۰۰۰ (موناکو) | ۲۶–۲۷ سپتامبر ۲۰۰۰           | ۲۶–۲۷ سپتامبر ۲۰۰۰           |
| مرحله اول گروهی | هفته ۴          | ۲۵ اوت ۲۰۰۰ (موناکو) | ۱۷–۱۸ اکتبر ۲۰۰۰             | ۱۷–۱۸ اکتبر ۲۰۰۰             |
| مرحله اول گروهی | هفته ۵          | ۲۵ اوت ۲۰۰۰ (موناکو) | ۲۴–۲۵ اکتبر ۲۰۰۰             | ۲۴–۲۵ اکتبر ۲۰۰۰             |
| مرحله اول گروهی | هفته ۶          | ۲۵ اوت ۲۰۰۰ (موناکو) | ۷–۸ نوامبر ۲۰۰۰              | ۷–۸ نوامبر ۲۰۰۰              |
| مرحله دوم گروهی | هفته ۱          | ۱۰ نوامبر ۲۰۰۰       | ۲۱–۲۲ نوامبر ۲۰۰۰            | ۲۱–۲۲ نوامبر ۲۰۰۰            |
| مرحله دوم گروهی | هفته ۲          | ۱۰ نوامبر ۲۰۰۰       | ۵–۶ دسامبر ۲۰۰۰              | ۵–۶ دسامبر ۲۰۰۰              |
| مرحله دوم گروهی | هفته ۳          | ۱۰ نوامبر ۲۰۰۰       | ۱۳–۱۴ فوریه ۲۰۰۱             | ۱۳–۱۴ فوریه ۲۰۰۱             |
| مرحله دوم گروهی | هفته ۴          | ۱۰ نوامبر ۲۰۰۰       | ۲۰–۲۱ فوریه ۲۰۰۱             | ۲۰–۲۱ فوریه ۲۰۰۱             |
| مرحله دوم گروهی | هفته ۵          | ۱۰ نوامبر ۲۰۰۰       | ۶–۷ مارس ۲۰۰۱                | ۶–۷ مارس ۲۰۰۱                |
| مرحله دوم گروهی | هفته ۶          | ۱۰ نوامبر ۲۰۰۰       | ۱۳–۱۴ مارس ۲۰۰۱              | ۱۳–۱۴ مارس ۲۰۰۱              |
| مرحله حذفی      | یک‌چهارم نهایی   | ۱۶ مارس ۲۰۰۱         | ۳–۴ آوریل ۲۰۰۱               | ۱۷–۱۸ آوریل ۲۰۰۱             |
| مرحله حذفی      | نیمه‌نهایی       | ۱۶ مارس ۲۰۰۱         | ۱–۲ مه ۲۰۰۱                  | ۸–۹ مه ۲                     |
| مرحله حذفی      | فینال           | ۱۶ مارس ۲۰۰۱         | ۲۳ مه ۲۰۰۱ در سن سیرو، میلان | ۲۳ مه ۲۰۰۱ در سن سیرو، میلان |

## دور مقدماتی

### دور اول مقدماتی
| تیم ۱             | نتیجه نهایی | تیم ۲            | بازی رفت | بازی برگشت |
| ----------------- | ----------- | ---------------- | -------- | ---------- |
| بیرکیرکارا        | ۲–۶         | ریکیاویک         | ۱–۲      | ۱–۴        |
| اف۹۱ دودلانژ      | ۰–۶         | لفسکی صوفیه      | ۰–۴      | ۰–۲        |
| هاکا              | ۲–۲ (گ‌ز)    | لینفیلد          | ۱–۰      | ۱–۲        |
| کلاکسویک          | ۰–۵         | ستاره سرخ بلگراد | ۰–۳      | ۰–۲        |
| نیو سنتس          | ۲–۶         | لوادیا تالین     | ۲–۲      | ۰–۴        |
| شیراک             | ۲–۳         | باته بوریسف      | ۱–۱      | ۱–۲        |
| اسکونتو           | ۳–۵         | شامکیر           | ۲–۱      | ۱–۴ (وا)   |
| اسلوگا یوگوماگنات | ۱–۲         | شلبورن           | ۰–۱      | ۱–۱        |
| تیرانا            | ۴–۶         | زیمبرو کیشیناو   | ۲–۳      | ۲–۳        |
| کاوناس            | ۴–۳         | بروتنیو          | ۴–۰      | ۰–۳        |

### دور دوم مقدماتی
| تیم ۱            | نتیجه نهایی | تیم ۲            | بازی رفت | بازی برگشت |
| ---------------- | ----------- | ---------------- | -------- | ---------- |
| اندرلخت          | ۴–۲         | آنورتوسیس        | ۴–۲      | ۰–۰        |
| بشیکتاش          | ۲–۱         | لفسکی صوفیه      | ۱–۰      | ۱–۱        |
| بروندبی          | ۳–۱         | ریکیاویک         | ۳–۱      | ۰–۰        |
| دینامو بخارست    | ۴–۷         | پولونیا ورشو     | ۳–۴      | ۱–۳        |
| رنجرز            | ۴–۱         | کاوناس           | ۴–۱      | ۰–۰        |
| هاکا             | ۰–۱         | اینتر براتیسلاوا | ۰–۰      | ۰–۱ (وا)   |
| هلسینگبورگس      | ۳–۰         | باته بوریسف      | ۰–۰      | ۳–۰        |
| ستاره سرخ بلگراد | ۴–۲         | تورپدو کوتیسی    | ۴–۰      | ۰–۲        |
| شاختار دونتسک    | ۹–۲         | لوادیا تالین     | ۴–۱      | ۵–۱        |
| اسلاویا پراگ     | ۵–۱         | شامکیر           | ۱–۰      | ۴–۱        |
| شلبورن           | ۲–۴         | روزنبورگ         | ۱–۳      | ۱–۱        |
| اشتورم گراتس     | ۵–۱         | هاپوئل تل آویو   | ۳–۰      | ۲–۱        |
| زیمبرو کیشیناو   | ۲–۱         | ماریبور          | ۲–۰      | ۰–۱        |
| هایدوک اسپلیت    | ۲–۴         | دوانفر           | ۰–۲      | ۲–۲        |

### دور سوم مقدماتی
| تیم ۱            | نتیجه نهایی | تیم ۲            | بازی رفت | بازی برگشت |
| ---------------- | ----------- | ---------------- | -------- | ---------- |
| تیرول اینسبروک   | ۱–۴         | والنسیا          | ۰–۰      | ۱–۴        |
| زیمبرو کیشیناو   | ۰–۲         | اسپارتا پراگ     | ۰–۱      | ۰–۱        |
| بروندبی          | ۰–۲         | هامبورگ          | ۰–۲      | ۰–۰        |
| هلسینگبورگس      | ۱–۰         | اینتر میلان      | ۱–۰      | ۰–۰        |
| بشیکتاش          | ۶–۱         | لوکوموتیو مسکو   | ۳–۰      | ۳–۱        |
| اینتر براتیسلاوا | ۲–۴         | لیون             | ۱–۲      | ۱–۲        |
| اندرلخت          | ۱–۰         | پورتو            | ۱–۰      | ۰–۰        |
| هرفولی           | ۰–۶         | رنجرز            | ۰–۳      | ۰–۳        |
| دینامو کیف       | ۱–۱ (گ‌ز)    | ستاره سرخ بلگراد | ۰–۰      | ۱–۱        |
| پولونیا ورشو     | ۳–۴         | پاناتینایکوس     | ۲–۲      | ۱–۲        |
| لیدز یونایتد     | ۳–۱         | مونیخ ۱۸۶۰       | ۲–۱      | ۱–۰        |
| اشتورم گراتس     | ۳–۲         | فاینورد          | ۲–۱      | ۱–۱        |
| دوانفر           | ۳–۴         | روزنبورگ         | ۲–۲      | ۱–۲        |
| سنت گالن         | ۳–۴         | گالاتاسرای       | ۱–۲      | ۲–۲        |
| آ.ث. میلان       | ۶–۱         | دینامو زاگرب     | ۳–۱      | ۳–۰        |
| شاختار دونتسک    | ۲–۱         | اسلاویا پراگ     | ۰–۱      | ۲–۰ (وا)   |

## مرحله اول گروهی
برندگان دور سوم مقدماتی، ۱۰ قهرمان از ۱۶ کشور دارای رتبه ۱-۱۰ و شش تیم دوم از کشورهای دارای رتبه ۱-۶ در هشت گروه چهار تیمی قرار گرفتند. دو تیم برتر هر گروه به مرحله گروهی دوم راه یافتند و تیم سوم هر گروه به دور سوم لیگ اروپا ۰۱–۲۰۰۰ صعود کردند.
دپورتیوو لاکرونیا، هامبورگ، هیرنفین، هلسینگبورگس، لیدز یونایتد، لیون و شاختار دونتسک اولین بازی خود را در مرحله گروهی انجام دادند.

### گروه A
| رتبه | تیم           | بازی | ب | م | ش | گ‌ز | گ‌خ | ت   | ام | راه‌یابی                 |
| ---- | ------------- | ---- | - | - | - | -- | -- | --- | -- | ----------------------- |
| ۱    | رئال مادرید   | ۶    | ۴ | ۱ | ۱ | ۱۵ | ۸  | ۷+  | ۱۳ | صعود به مرحله دوم گروهی |
| ۲    | اسپارتاک مسکو | ۶    | ۴ | ۰ | ۲ | ۹  | ۳  | ۶+  | ۱۲ | صعود به مرحله دوم گروهی |
| ۳    | بایر لورکوزن  | ۶    | ۲ | ۱ | ۳ | ۹  | ۱۲ | ۳-  | ۷  | انتقال به لیگ اروپا     |
| ۴    | اسپورتینگ     | ۶    | ۰ | ۲ | ۴ | ۵  | ۱۵ | ۱۰- | ۲  |                         |

### گروه B
| رتبه | تیم           | بازی | ب | م | ش | گ‌ز | گ‌خ | ت  | ام | راه‌یابی                 |
| ---- | ------------- | ---- | - | - | - | -- | -- | -- | -- | ----------------------- |
| ۱    | آرسنال        | ۶    | ۴ | ۱ | ۱ | ۱۱ | ۸  | ۳+ | ۱۳ | صعود به مرحله دوم گروهی |
| ۲    | لاتزیو        | ۶    | ۴ | ۱ | ۱ | ۱۳ | ۴  | ۹+ | ۱۳ | صعود به مرحله دوم گروهی |
| ۳    | شاختار دونتسک | ۶    | ۲ | ۰ | ۴ | ۱۰ | ۱۵ | ۵- | ۶  | انتقال به لیگ اروپا     |
| ۴    | اسپارتا پراگ  | ۶    | ۱ | ۰ | ۵ | ۶  | ۱۳ | ۷- | ۳  |                         |

### گروه C
| رتبه | تیم       | بازی | ب | م | ش | گ‌ز | گ‌خ | ت  | ام | راه‌یابی                 |
| ---- | --------- | ---- | - | - | - | -- | -- | -- | -- | ----------------------- |
| ۱    | والنسیا   | ۶    | ۴ | ۱ | ۱ | ۷  | ۴  | ۳+ | ۱۳ | صعود به مرحله دوم گروهی |
| ۲    | لیون      | ۶    | ۳ | ۰ | ۳ | ۸  | ۶  | ۲+ | ۹  | صعود به مرحله دوم گروهی |
| ۳    | المپیاکوس | ۶    | ۳ | ۰ | ۳ | ۶  | ۵  | ۱+ | ۹  | انتقال به لیگ اروپا     |
| ۴    | هیرنفین   | ۶    | ۱ | ۱ | ۴ | ۳  | ۹  | ۶- | ۴  |                         |

### گروه D
| رتبه | تیم          | بازی | ب | م | ش | گ‌ز | گ‌خ | ت  | ام | راه‌یابی                 |
| ---- | ------------ | ---- | - | - | - | -- | -- | -- | -- | ----------------------- |
| ۱    | اشتورم گراتس | ۶    | ۳ | ۱ | ۲ | ۹  | ۱۲ | ۳- | ۱۰ | صعود به مرحله دوم گروهی |
| ۲    | گالاتاسرای   | ۶    | ۲ | ۲ | ۲ | ۱۰ | ۱۳ | ۳- | ۹  | صعود به مرحله دوم گروهی |
| ۳    | رنجرز        | ۶    | ۲ | ۲ | ۲ | ۱۰ | ۷  | ۳+ | ۸  | انتقال به لیگ اروپا     |
| ۴    | موناکو       | ۶    | ۲ | ۱ | ۳ | ۱۳ | ۱۰ | ۳+ | ۷  |                         |

### گروه E
| رتبه | تیم               | بازی | ب | م | ش | گ‌ز | گ‌خ | ت  | ام | راه‌یابی                 |
| ---- | ----------------- | ---- | - | - | - | -- | -- | -- | -- | ----------------------- |
| ۱    | دپورتیوو لاکرونیا | ۶    | ۲ | ۴ | ۰ | ۶  | ۴  | ۲+ | ۱۰ | صعود به مرحله دوم گروهی |
| ۲    | پاناتینایکوس      | ۶    | ۲ | ۲ | ۲ | ۶  | ۵  | ۱+ | ۸  | صعود به مرحله دوم گروهی |
| ۳    | هامبورگ           | ۶    | ۱ | ۳ | ۲ | ۹  | ۹  | ۰  | ۶  | انتقال به لیگ اروپا     |
| ۴    | یوونتوس           | ۶    | ۱ | ۳ | ۲ | ۹  | ۱۲ | ۳- | ۶  |                         |

### گروه F
| رتبه | تیم          | بازی | ب | م | ش | گ‌ز | گ‌خ | ت  | ام | راه‌یابی                 |
| ---- | ------------ | ---- | - | - | - | -- | -- | -- | -- | ----------------------- |
| ۱    | بایرن مونیخ  | ۶    | ۳ | ۲ | ۱ | ۹  | ۴  | ۵+ | ۱۱ | صعود به مرحله دوم گروهی |
| ۲    | پاری سن-ژرمن | ۶    | ۳ | ۱ | ۲ | ۱۴ | ۹  | ۵+ | ۱۰ | صعود به مرحله دوم گروهی |
| ۳    | روزنبورگ     | ۶    | ۲ | ۱ | ۳ | ۱۳ | ۱۵ | ۲- | ۷  | انتقال به لیگ اروپا     |
| ۴    | هلسینگبورگس  | ۶    | ۱ | ۲ | ۳ | ۶  | ۱۴ | ۸- | ۵  |                         |

### گروه G
| رتبه | تیم             | بازی | ب | م | ش | گ‌ز | گ‌خ | ت  | ام | راه‌یابی                 |
| ---- | --------------- | ---- | - | - | - | -- | -- | -- | -- | ----------------------- |
| ۱    | اندرلخت         | ۶    | ۴ | ۰ | ۲ | ۱۱ | ۱۴ | ۳- | ۱۲ | صعود به مرحله دوم گروهی |
| ۲    | منچستر یونایتد  | ۶    | ۳ | ۱ | ۲ | ۱۱ | ۷  | ۴+ | ۱۰ | صعود به مرحله دوم گروهی |
| ۳    | پی‌اس‌وی آیندهوون | ۶    | ۳ | ۰ | ۳ | ۹  | ۹  | ۰  | ۹  | انتقال به لیگ اروپا     |
| ۴    | دینامو کیف      | ۶    | ۱ | ۱ | ۴ | ۷  | ۸  | ۱- | ۴  |                         |

### گروه H
| رتبه | تیم          | بازی | ب | م | ش | گ‌ز | گ‌خ | ت   | ام | راه‌یابی                 |
| ---- | ------------ | ---- | - | - | - | -- | -- | --- | -- | ----------------------- |
| ۱    | آ.ث. میلان   | ۶    | ۳ | ۲ | ۱ | ۱۲ | ۶  | ۶+  | ۱۱ | صعود به مرحله دوم گروهی |
| ۲    | لیدز یونایتد | ۶    | ۲ | ۳ | ۱ | ۹  | ۶  | ۳+  | ۹  | صعود به مرحله دوم گروهی |
| ۳    | بارسلونا     | ۶    | ۲ | ۲ | ۲ | ۱۳ | ۹  | ۴+  | ۸  | انتقال به لیگ اروپا     |
| ۴    | بشیکتاش      | ۶    | ۱ | ۱ | ۴ | ۴  | ۱۷ | ۱۳- | ۴  |                         |

## مرحله دوم گروهی
۸ تیم اول و ۸ تیم دوم از مرحله گروهی اول در چهار گروه چهار تیمی هر کدام شامل دو تیم اول و دو تیم دوم شدند. تیم‌های یک کشور یا از یک گروه دور اول، در یک گروه قرار نمی‌گیرند. دو تیم برتر هر گروه به مرحله یک چهارم نهایی راه یافتند.

### گروه A
| رتبه | تیم            | بازی | ب | م | ش | گ‌ز | گ‌خ | ت  | ام | راه‌یابی            |
| ---- | -------------- | ---- | - | - | - | -- | -- | -- | -- | ------------------ |
| ۱    | والنسیا        | ۶    | ۳ | ۳ | ۰ | ۱۰ | ۲  | ۸+ | ۱۲ | صعود به مرحله حذفی |
| ۲    | منچستر یونایتد | ۶    | ۳ | ۳ | ۰ | ۱۰ | ۳  | ۷+ | ۱۲ | صعود به مرحله حذفی |
| ۳    | اشتورم گراتش   | ۶    | ۲ | ۰ | ۴ | ۴  | ۱۳ | ۹- | ۶  |                    |
| ۴    | پاناتینایکوس   | ۶    | ۰ | ۲ | ۴ | ۴  | ۱۰ | ۶- | ۲  |                    |

### گروه B
| رتبه | تیم               | بازی | ب | م | ش | گ‌ز | گ‌خ | ت  | ام | راه‌یابی            |
| ---- | ----------------- | ---- | - | - | - | -- | -- | -- | -- | ------------------ |
| ۱    | دپورتیوو لاکرونیا | ۶    | ۳ | ۱ | ۲ | ۱۰ | ۷  | ۳+ | ۱۰ | صعود به مرحله حذفی |
| ۲    | گالاتاسرای        | ۶    | ۲ | ۳ | ۱ | ۹  | ۶  | ۳+ | ۹  | صعود به مرحله حذفی |
| ۳    | آ.ث. میلان        | ۶    | ۱ | ۴ | ۱ | ۶  | ۷  | ۱- | ۷  |                    |
| ۴    | پاری سن-ژرمن      | ۶    | ۱ | ۲ | ۳ | ۸  | ۱۰ | ۲- | ۵  |                    |

### گروه C
| رتبه | تیم           | بازی | ب | م | ش | گ‌ز | گ‌خ | ت  | ام | راه‌یابی            |
| ---- | ------------- | ---- | - | - | - | -- | -- | -- | -- | ------------------ |
| ۱    | بایرن مونیخ   | ۶    | ۴ | ۱ | ۱ | ۸  | ۵  | ۳+ | ۱۳ | صعود به مرحله حذفی |
| ۲    | آرسنال        | ۶    | ۲ | ۲ | ۲ | ۶  | ۸  | ۲- | ۸  | صعود به مرحله حذفی |
| ۳    | لیون          | ۶    | ۲ | ۲ | ۲ | ۸  | ۴  | ۴+ | ۸  |                    |
| ۴    | اسپارتاک مسکو | ۶    | ۱ | ۱ | ۴ | ۵  | ۱۰ | ۵- | ۴  |                    |

### گروه D
| رتبه | تیم          | بازی | ب | م | ش | گ‌ز | گ‌خ | ت  | ام | راه‌یابی            |
| ---- | ------------ | ---- | - | - | - | -- | -- | -- | -- | ------------------ |
| ۱    | رئال مادرید  | ۶    | ۴ | ۱ | ۱ | ۱۴ | ۹  | ۵+ | ۱۳ | صعود به مرحله حذفی |
| ۲    | لیدز یونایتد | ۶    | ۳ | ۱ | ۲ | ۱۲ | ۱۰ | ۲+ | ۱۰ | صعود به مرحله حذفی |
| ۳    | اندرلخت      | ۶    | ۲ | ۰ | ۴ | ۷  | ۱۲ | ۵- | ۶  |                    |
| ۴    | لاتزیو       | ۶    | ۱ | ۲ | ۳ | ۹  | ۱۱ | ۲- | ۵  |                    |

## مرحله حذفی

### نمودار
|  | یک‌چهارم نهایی     | یک‌چهارم نهایی | یک‌چهارم نهایی | یک‌چهارم نهایی |   |              | نیمه‌نهایی | نیمه‌نهایی | نیمه‌نهایی | نیمه‌نهایی |  |  | فینال                | فینال |
|  |                   |               |               |               |   |              |           |           |           |           |  |  |                      |       |
|  | گالاتاسرای        |               | ۰             | ۳             |   |              |           |           |           |           |  |  |                      |       |
|  | رئال مادرید       | ۲             | ۳             | ۵             |   |              |           |           |           |           |  |  |                      |       |
|  | رئال مادرید       | ۲             | ۳             | ۵             |   | رئال مادرید  | ۰         | ۱         | ۱         |           |  |  |                      |       |
|  |                   |               |               |               |   | رئال مادرید  | ۰         | ۱         | ۱         |           |  |  |                      |       |
|  |                   | بایرن مونیخ   | ۱             | ۲             | ۳ |              |           |           |           |           |  |  |                      |       |
|  | منچستر یونایتد    | بایرن مونیخ   | ۱             | ۲             | ۳ | ۰            | ۱         | ۱         |           |           |  |  |                      |       |
|  | منچستر یونایتد    |               |               |               |   | ۰            | ۱         | ۱         |           |           |  |  |                      |       |
|  | بایرن مونیخ       | ۱             | ۲             | ۳             |   |              |           |           |           |           |  |  |                      |       |
|  |                   |               |               |               |   |              |           |           |           |           |  |  | بایرن مونیخ (پنالتی) | ۱ (۵) |
|  |                   |               | والنسیا       | ۱ (۴)         |   |              |           |           |           |           |  |  |                      |       |
|  | لیدز یونایتد      | ۳             | ۰             | 3             |   |              |           |           |           |           |  |  |                      |       |
|  | دپورتیوو لاکرونیا | ۰             | ۲             | ۲             |   |              |           |           |           |           |  |  |                      |       |
|  | دپورتیوو لاکرونیا | ۰             | ۲             | ۲             |   | لیدز یونایتد | ۰         | ۰         | ۰         |           |  |  |                      |       |
|  |                   |               |               |               |   | لیدز یونایتد | ۰         | ۰         | ۰         |           |  |  |                      |       |
|  |                   | والنسیا       | ۰             | ۳             | ۳ |              |           |           |           |           |  |  |                      |       |
|  | آرسنال            | والنسیا       | ۰             | ۳             | ۳ | ۲            | ۰         | ۲         |           |           |  |  |                      |       |
|  | آرسنال            |               |               |               |   | ۲            | ۰         | ۲         |           |           |  |  |                      |       |
|  | والنسیا (گ‌ز)      | ۱             | ۱             | ۲             |   |              |           |           |           |           |  |  |                      |       |

### یک‌چهارم نهایی
| تیم ۱          | نتیجه نهایی | تیم ۲             | بازی رفت | بازی برگشت |
| -------------- | ----------- | ----------------- | -------- | ---------- |
| لیدز یونایتد   | ۳–۲         | دپورتیوو لاکرونیا | ۴۳–۰     | ۰–۲        |
| آرسنال         | ۲–۲ (گ‌ز)    | والنسیا           | ۲–۱      | ۰–۱        |
| گالاتاسرای     | ۳–۵         | رئال مادرید       | ۳–۲      | ۰–۳        |
| منچستر یونایتد | ۱–۳         | بایرن مونیخ       | ۰–۱      | ۱–۲        |

### نیمه‌نهایی
| تیم ۱        | نتیجه نهایی | تیم ۲       | بازی رفت | بازی برگشت |
| ------------ | ----------- | ----------- | -------- | ---------- |
| لیدز یونایتد | ۰–۳         | والنسیا     | ۰–۰      | ۳–۰        |
| رئال مادرید  | ۳–۱         | بایرن مونیخ | ۱–۰      | ۲–۱        |

### فینال
| بایرن مونیخ                                                                      | ۱–۱ | والنسیا                                                             |
| -------------------------------------------------------------------------------- | --- | ------------------------------------------------------------------- |
| افنبرگ ۵۱' (پ)                                                                   |     | مندیتا ۳' (پ)                                                       |
| ضربات پنالتی                                                                     |     |                                                                     |
| پائولو سرجیو · صالح حمیدزیچ · زیکلر · آندرشون · افنبرگ · بیسنته لیزارازو · لینکه | ۵–۴ | مندیتا · کارو · زاهوویچ · کاربونی · باراخا · کیلی گونزالز · پیگرینو |

## آمار
آمار مرحله مقدماتی را شامل نمی‌شود.
| رتبه | نام             | تیم               | گل‌ها | دقایق بازی |
| ---- | --------------- | ----------------- | ---- | ---------- |
| ۱    | رائول           | رئال مادرید       | ۷    | ۹۹۵        |
| ۲    | مارکو سیمئونه   | موناکو            | ۶    | ۵۰۵        |
| ۲    | ریوالدو         | بارسلونا          | ۶    | ۵۲۳        |
| ۲    | جیووانی البر    | بایرن مونیخ       | ۶    | ۱۰۳۴       |
| ۲    | پل اسکولز       | منچستر یونایتد    | ۶    | ۱۰۴۲       |
| ۲    | لی بویر         | لیدز یونایتد      | ۶    | ۱۱۷۰       |
| ۲    | ایوان هلگوئرا   | رئال مادرید       | ۶    | ۱۲۳۲       |
| ۲    | ماریو جاردل     | گالاتاسرای        | ۶    | ۱۲۴۰       |
| ۹    | فیلیپو اینزاگی  | یوونتوس           | ۵    | ۴۳۱        |
| ۹    | کلودیو لوپز     | لاتزیو            | ۵    | ۴۶۴        |
| ۹    | فروده یونسن     | روزنبورگ          | ۵    | ۵۰۹        |
| ۹    | کریستین         | پاری سن-ژرمن      | ۵    | ۵۸۶        |
| ۹    | والتر پاندیانی  | دپورتیوو لاکرونیا | ۵    | ۶۶۴        |
| ۹    | تدی شرینگهام    | منچستر یونایتد    | ۵    | ۷۲۰        |
| ۹    | نیکلاس آنلکا    | پاری سن-ژرمن      | ۵    | ۷۳۴        |
| ۹    | خوآن سانچز      | والنسیا           | ۵    | ۱۰۱۸       |
| ۹    | توماس رادزینسکی | اندرلخت           | ۵    | ۱۰۲۱       |
| ۹    | آندری شوچنکو    | آ.ث. میلان        | ۵    | ۱۰۸۰       |
| ۹    | لوئیس فیگو      | رئال مادرید       | ۵    | ۱۲۰۵       |
| ۹    | مهمت شول        | بایرن مونیخ       | ۵    | ۱۲۰۷       |
| ۹    | آلن اسمیت       | لیدز یونایتد      | ۵    | ۱۲۴۸       |

| رتبه | بازیکن            | تیم            | پاس گل‌ها | دقایق بازی |
| ---- | ----------------- | -------------- | -------- | ---------- |
| ۱    | لوئیس فیگو        | رئال مادرید    | ۸        | ۱۲۰۵       |
| ۲    | گایزکا مندیتا     | والنسیا        | ۷        | ۱۲۳۲       |
| ۳    | ایان هارت         | لیدز یونایتد   | ۶        | ۱۳۵۰       |
| ۴    | یان-درک سورنسن    | روزنبورگ       | ۴        | ۵۴۰        |
| ۴    | لورن روبر         | پاری سن-ژرمن   | ۴        | ۸۰۴        |
| ۴    | دیمیتریو آلبرتینی | آ.ث. میلان     | ۴        | ۸۱۰        |
| ۴    | پاول ندود         | لاتزیو         | ۴        | ۸۸۹        |
| ۴    | یان کولر          | اندرلخت        | ۴        | ۹۶۵        |
| ۴    | دیوید بکام        | منچستر یونایتد | ۴        | ۹۸۷        |
| ۴    | جیووانی البر      | بایرن مونیخ    | ۴        | ۱۰۳۴       |
| ۴    | مارک ویدوکا       | لیدز یونایتد   | ۴        | ۱۲۲۵       |

## قهرمان
| قهرمان جام باشگاه‌های اروپا ۲۰۰۱-۲۰۰۰ |
| ------------------------------------ |
| بایرن مونیخ                          |
| چهارمین قهرمانی                      |